# Flaibano
Flaibano – miejscowość i gmina we Włoszech, w regionie Friuli-Wenecja Julijska, w prowincji Udine.
Według danych na rok 2004 gminę zamieszkiwały 1182 osoby, 69,5 os./km².

## Współpraca
Miejscowości partnerskie:
- Bettembourg, Luksemburg
- Valpaços, Portugalia